# Steropes
Steropes (także Asteropes; gr. Στερόπης Sterópēs ‘błyskawica) – w mitologii greckiej był jednym z trzech cyklopów, synów Uranosa i Gai. Tak jak jego bracia, pracował w kuźni Hefajstosa wewnątrz Etny.